# Штайнбрюк, Пеер
Пеер Штайнбрюк (нем. Peer Steinbrück, род. 10 января 1947, Гамбург) — немецкий политик из партии СДПГ.

## Политическая карьера в Германии
С 2002 по 2005 год занимал должность премьер-министра федеральной земли Северный Рейн-Вестфалия, в 2005—2009 годах — министра финансов Германии и вице-председателя СДПГ. С 2009 года Штайнбрюк является членом фракции СДПГ в Бундестаге.
В сентябре 2012 года Штайнбрюк был выдвинут социал-демократами в качестве кандидата в канцлеры на выборах 2013 года.

## Деятельность на Украине
В 2015 году Штайнбрюк принял участие в создании Агентства модернизации Украины, назначен на должность руководителя направления финансов и налогов, отвечает за разработку реформ в сфере финансовой и налоговой политики. Штайнбрюк — руководитель одного из восьми секторальных подразделений Агентства модернизации Украины. Его коллегами стали известные европейские экономисты и политики, в том числе бывший вице-президент Европейской комиссии по вопросам предпринимательства и промышленности Гюнтер Ферхойген, бывший министр иностранных дел Франции Бернар Кушнер, бывший премьер-министр Польши Влодзимеж Цимошевич и другие.
В ходе презентации Агентства Пеер Штайнбрюк отметил, что его команда найдет для спасения экономики Украины 300 млрд евро.
На сегодняшний день речь идет о том, что необходимо трехзначная сумма в миллиардах, чтобы поставить Украину на ноги должным образом. При каких условиях вообще можно представить, чтобы такие деньги потекли на Украину? Во-первых, надо мобилизовать суммы в таких размерах – около 300 млрд. евро. Будут согласованы пакеты двусторонней поддержки. Предпринимаются усилия, чтобы мобилизовать этот капитал
Пеер Штайнбрюк, Frankfurter Allgemeine Zeitung (2015/03/03)
По мнению Штайнбрюка, реформами, которые нужны Украине в первую очередь, должны стать борьба с коррупцией, создание независимой судебной системы, а также надежной банковской и фискальной системы.
10 июня 2015 года Пеер Штайнбрюк заявил, что он не будет предоставлять услуги советника «Агентству по модернизации Украины» (АГУ). Штайнбрюк решил отозвать своё участие из-за обостряющихся политических отношений на Украине. Инициативу создания АГУ изначально раскритиковали из-за того, что она финансируется украинскими олигархами, а главное — Дмитрием Фирташем, состояние которого в немецких СМИ связывают, в частности, с непрозрачными схемами поставок российского газа на Украину.